# Peter Schnyder
Pour les articles homonymes, voir Schnyder.
 (décembre 2024).
Si vous disposez d'ouvrages ou d'articles de référence ou si vous connaissez des sites web de qualité traitant du thème abordé ici, merci de compléter l'article en donnant les références utiles à sa vérifiabilité et en les liant à la section « Notes et références ».
Peter Schnyder (né le 15 septembre 1946) est un critique littéraire suisse.

## Biographie
Docteur ès lettres, Dr. phil. habil. de l'université de Berne, Peter Schnyder est professeur à l’université de Haute-Alsace à Mulhouse, où il dirige l’Institut de recherche en langues et littératures européennes. Il y est également responsable des études helvétiques à la faculté des lettres, langues et sciences humaines, où il coordonne le cycle de conférences, en collaboration avec l’Association pour la promotion d’échanges et d’études franco-suisse (APEFS) de Mulhouse et le département fédéral des Affaires étrangères (DFAE) à Berne. Il est membre du jury du prix de littérature André-Gide et président de la Fondation Catherine Gide.

## Champs de recherche

### La littérature française de la fin duXIXeet duXXesiècle
Son premier champ de recherche porte sur la littérature française de la fin du XIXe et du XXe siècle, en particulier sur André Gide et son temps, avec des articles sur Marcel Schwob, Maurice Barrès, Paul Valéry, Paul Claudel, Marcel Proust.

### La poésie française et francophone desXIXeetXXesiècles
Un deuxième champ de recherche concerne la poésie française et francophone des XIXe et XXe siècles, avec, entre autres, des articles sur Jean Follain, Yves Bonnefoy, Lorand Gaspar, André du Bouchet. Dans le domaine de la francophonie et de la poésie romande, on peut citer des articles sur Philippe Jaccottet, Vahé Godel, Pericle Patocchi, Jacques Chessex, Alexandre Voisard, etc.

### La littérature comparée
Peter Schnyder s’intéresse enfin à la littérature comparée, notamment aux problèmes liés à l’intertextualité et à la traduction littéraire.